# Semiothisa infimata
Semiothisa infimata är en fjärilsart som beskrevs av Achille Guenée 1858. Semiothisa infimata ingår i släktet Semiothisa och familjen mätare. Inga underarter finns listade i Catalogue of Life.